# Инь-гун (Лу)
Инь-гун (кит. упр. 魯隱公; ум. 712 до н. э.) — 14-й хоу княжества Лу в 722—712 годах до н. э. С его правления начинается Конфуциева хроника «Чуньцю».

## Биография
Сын луского правителя Хуэй-гуна от наложницы Шэн-цзы. Получил имя Си (息) или Си Гу (息姑, согласно «Ши бэнь»), носил прозвище Цзи (姬).
Был первенцем Хуэй-гуна, но после того, как принцесса Чжун Цзы (ранее предназначавшаяся в жёны Си), родила его отцу сына Юня, был отстранён от наследования престола. Тем не менее, после смерти Хуэй-гуна в 723 году до н. э. лусцы провозгласили Си временным правителем, до достижения Юнем совершеннолетия.
Сыма Цянь пишет, что Инь-гун не носил княжеского титула, в «Цзо-чжуань» так же указано, что церемонии возведения на престол не проводилось, но фактически он был князем и записан в «Чуньцю» в числе двенадцати гунов княжества Лу.
В 718 году до н. э. Инь-гун наблюдал за рыбной ловлей в Тан (местность в уезде Юйтай провинции Шаньдун), а единственным значительным событием его правления был обмен в 715 году до н. э. полей в Сюй (уезд Линьи) на принадлежавшее княжеству Чжэн селение Бэн (уезд Фэйсянь) у гор Тайшань, где Сыны Неба совершали жертвоприношения, «за что благородные мужи и порицали его», поскольку это было непочтительно в отношении чжоуского вана.
Смысл этой сделки, предположительно, состоял в том, что чжэнские гуны, считавшиеся главными министрами чжоуского домена, более не считали нужным иметь поселение у Тайшаня, с тех пор как визиты туда ванов, переместившихся в район домена, стали редкими или вовсе прекратились, а лусцам была не нужна земля рядом со столицей Чжоу, которую они так же перестали посещать.
Зимой 712 года до н. э. княжич Хуэй, единокровный брат Инь-гуна, предложил тому узурпировать власть, вызвавшись убить Юня, который вскоре должен был стать правителем, в обмен на должность главного советника. Инь-гун, не отличавшийся честолюбием, ответил, что выполнит волю отца, а единственное его желание — построить дом в местности Туцю, чтобы встретить там старость. Боясь, что об этом разговоре станет известно Юню, Хуэй отправился к принцу и сообщил, что Инь-гун намеревается изгнать его и захватить власть, после чего получил разрешение убить правителя.
В 11-ю луну Инь-гун, собиравшийся совершить жертвоприношение в честь Чжун-у, духа главы рода Инь в Чжэн, остановился для церемонии очищения в доме семейства Вэй, куда Хуэй и послал убийцу, после чего возвел Юня на престол.